# Президентські вибори в Італії 1964

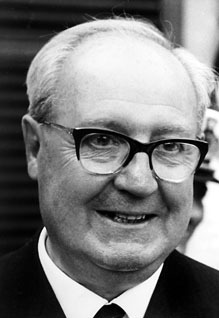
Джузеппе Сарагат

Президентські вибори в Італії 1964 року були призначені через відставку за станом здоров'я чинного президента Антоніо Сеньї. Вибори відбувались 16-28 грудня відповідно до Конституції Італії на спільному засіданні членів парламенту. Для обрання президента знадобився 21 тур. За результатами останнього з них перемогу здобув Джузеппе Сарагат.

## 1 тур
16 грудня. Присутні: 941, Голосували: 933, Утримались: 8. Число голосів, необхідне для обрання: 642.
| Кандидат             | Число голосів |
| -------------------- | ------------- |
| Джованні Леоне       | 319           |
| Умберто Террачіні    | 250           |
| Джузеппе Сарагат     | 140           |
| Гаетано Мартіно      | 55            |
| Августо де Марсаніш  | 38            |
| Альчіде Малагуджіні  | 34            |
| Амінторе Фанфані     | 18            |
| Паоло Еміліо Тавіані | 11            |
| Маріо Шельба         | 6             |
| Пусті бюлетені       | 39            |
| Відсутні бюлетені    | 19            |
| Недійсні бюлетені    | 4             |

## 2 тур
16 грудня. Присутні: 944, Голосували: 938, Утримались: 6. Число голосів, необхідне для обрання: 642.
| Кандидат             | Число голосів |
| -------------------- | ------------- |
| Джованні Леоне       | 304           |
| Умберто Террачіні    | 251           |
| Джузеппе Сарагат     | 138           |
| Гаетано Мартіно      | 56            |
| Амінторе Фанфані     | 53            |
| Августо де Марсаніш  | 36            |
| Альчіде Малагуджіні  | 36            |
| Паоло Еміліо Тавіані | 8             |
| Маріо Шельба         | 6             |
| Пусті бюлетені       | 34            |
| Відсутні бюлетені    | 14            |
| Недійсні бюлетені    | 2             |

## 3 тур
17 грудня. Присутні: 944, Голосували: 938, Утримались: 6. Число голосів, необхідне для обрання: 642.
| Кандидат            | Число голосів |
| ------------------- | ------------- |
| Джованні Леоне      | 298           |
| Умберто Террачіні   | 253           |
| Джузеппе Сарагат    | 137           |
| Амінторе Фанфані    | 71            |
| Гаетано Мартіно     | 56            |
| Августо де Марсаніш | 38            |
| Альчіде Малагуджіні | 36            |
| Пусті бюлетені      | 36            |
| Відсутні бюлетені   | 31            |
| Недійсні бюлетені   | 21            |

## 4 тур
17 грудня. Присутні: 943, Голосували: 937, Утримались: 6. Число голосів, необхідне для обрання: 482.
| Кандидат            | Число голосів |
| ------------------- | ------------- |
| Джованні Леоне      | 290           |
| Умберто Террачіні   | 249           |
| Джузеппе Сарагат    | 138           |
| Амінторе Фанфані    | 117           |
| Гаетано Мартіно     | 54            |
| Августо де Марсаніш | 41            |
| Альчіде Малагуджіні | 12            |
| Пусті бюлетені      | 28            |
| Відсутні бюлетені   | 8             |
| Недійсні бюлетені   | 0             |

## 5 тур
18 грудня. Присутні: 951, Голосували: 945, Утримались: 6. Число голосів, необхідне для обрання: 482.
| Кандидат            | Число голосів |
| ------------------- | ------------- |
| Джованні Леоне      | 294           |
| Умберто Террачіні   | 252           |
| Джузеппе Сарагат    | 140           |
| Амінторе Фанфані    | 122           |
| Гаетано Мартіно     | 54            |
| Августо де Марсаніш | 38            |
| Джуліо Пасторе      | 13            |
| Пусті бюлетені      | 25            |
| Відсутні бюлетені   | 7             |
| Недійсні бюлетені   | 0             |

## 6 тур
19 грудня. Присутні: 947, Голосували: 947, Утримались: 0. Число голосів, необхідне для обрання: 482.
| Кандидат            | Число голосів |
| ------------------- | ------------- |
| Джованні Леоне      | 278           |
| Умберто Террачіні   | 249           |
| Джузеппе Сарагат    | 133           |
| Амінторе Фанфані    | 129           |
| Гаетано Мартіно     | 53            |
| Августо де Марсаніш | 39            |
| Джуліо Пасторе      | 18            |
| Пусті бюлетені      | 36            |
| Відсутні бюлетені   | 10            |
| Недійсні бюлетені   | 2             |

## 7 тур
19 грудня. Присутні: 948, Голосували: 948, Утримались: 0. Число голосів, необхідне для обрання: 482.
| Кандидат            | Число голосів |
| ------------------- | ------------- |
| Джованні Леоне      | 313           |
| Умберто Террачіні   | 251           |
| Джузеппе Сарагат    | 138           |
| Амінторе Фанфані    | 132           |
| Августо де Марсаніш | 40            |
| Джуліо Пасторе      | 40            |
| Пусті бюлетені      | 26            |
| Відсутні бюлетені   | 7             |
| Недійсні бюлетені   | 1             |

## 8 тур
20 грудня. Присутні: 951, Голосували: 803, Утримались: 148. Число голосів, необхідне для обрання: 482.
| Кандидат            | Число голосів |
| ------------------- | ------------- |
| Джованні Леоне      | 312           |
| Умберто Террачіні   | 252           |
| Амінторе Фанфані    | 132           |
| Августо де Марсаніш | 38            |
| Джуліо Пасторе      | 34            |
| Паоло Россі         | 34            |
| Пусті бюлетені      | 22            |
| Відсутні бюлетені   | 13            |
| Недійсні бюлетені   | 1             |

## 9 тур
21 грудня. Присутні: 937, Голосували: 760, Утримались: 177. Число голосів, необхідне для обрання: 482.
| Кандидат          | Число голосів |
| ----------------- | ------------- |
| Джованні Леоне    | 305           |
| Умберто Террачіні | 250           |
| Амінторе Фанфані  | 128           |
| Джуліо Пасторе    | 40            |
| Паоло Россі       | 16            |
| Пусті бюлетені    | 17            |
| Відсутні бюлетені | 3             |
| Недійсні бюлетені | 1             |

## 10 тур
21 грудня. Присутні: 943, Голосували: 853, Утримались: 90. Число голосів, необхідне для обрання: 482.
| Кандидат          | Число голосів |
| ----------------- | ------------- |
| Джованні Леоне    | 299           |
| Умберто Террачіні | 249           |
| Амінторе Фанфані  | 129           |
| П'єтро Ненні      | 96            |
| Джуліо Пасторе    | 40            |
| Паоло Россі       | 20            |
| Пусті бюлетені    | 18            |
| Відсутні бюлетені | 2             |
| Недійсні бюлетені | 0             |

## 11 тур
22 грудня. Присутні: 944, Голосували: 904, Утримались: 40. Число голосів, необхідне для обрання: 482.
| Кандидат            | Число голосів |
| ------------------- | ------------- |
| Джованні Леоне      | 382           |
| Умберто Террачіні   | 252           |
| П'єтро Ненні        | 98            |
| Альчіде Малагуджіні | 36            |
| Амінторе Фанфані    | 17            |
| Паоло Россі         | 14            |
| Пусті бюлетені      | 100           |
| Відсутні бюлетені   | 4             |
| Недійсні бюлетені   | 1             |

## 12 тур
22 грудня. Присутні: 945, Голосували: 945, Утримались: 0. Число голосів, необхідне для обрання: 482.
| Кандидат            | Число голосів |
| ------------------- | ------------- |
| Джованні Леоне      | 401           |
| Умберто Террачіні   | 250           |
| П'єтро Ненні        | 104           |
| Альчіде Малагуджіні | 35            |
| Людовико Монтіні    | 7             |
| Джузеппе Сарагат    | 6             |
| Пусті бюлетені      | 120           |
| Відсутні бюлетені   | 18            |
| Недійсні бюлетені   | 4             |

## 13 тур
23 грудня. Присутні: 944, Голосували: 944, Утримались: 0. Число голосів, необхідне для обрання: 482.
| Кандидат            | Число голосів |
| ------------------- | ------------- |
| Джованні Леоне      | 393           |
| П'єтро Ненні        | 351           |
| Альчіде Малагуджіні | 42            |
| Людовико Монтіні    | 6             |
| Пусті бюлетені      | 129           |
| Відсутні бюлетені   | 17            |
| Недійсні бюлетені   | 6             |

## 14 тур
23 грудня. Присутні: 942, Голосували: 942, Утримались: 0. Число голосів, необхідне для обрання: 482.
| Кандидат            | Число голосів |
| ------------------- | ------------- |
| Джованні Леоне      | 406           |
| П'єтро Ненні        | 353           |
| Альчіде Малагуджіні | 40            |
| Джузеппе Сарагат    | 8             |
| Пусті бюлетені      | 120           |
| Відсутні бюлетені   | 14            |
| Недійсні бюлетені   | 1             |

## 15 тур
24 грудня. Присутні: 935, Голосували: 935, Утримались: 0. Число голосів, необхідне для обрання: 482.
| Кандидат            | Число голосів |
| ------------------- | ------------- |
| Джованні Леоне      | 386           |
| П'єтро Ненні        | 348           |
| Альчіде Малагуджіні | 37            |
| Пусті бюлетені      | 152           |
| Відсутні бюлетені   | 10            |
| Недійсні бюлетені   | 2             |

## 16 тур
25 грудня. Присутні: 912, Голосували: 544, Утримались: 368. Число голосів, необхідне для обрання: 482.
| Кандидат            | Число голосів |
| ------------------- | ------------- |
| П'єтро Ненні        | 349           |
| Августо де Марсаніш | 39            |
| Альчіде Малагуджіні | 36            |
| Пусті бюлетені      | 100           |
| Відсутні бюлетені   | 19            |
| Недійсні бюлетені   | 1             |

## 17 тур
26 грудня. Присутні: 921, Голосували: 549, Утримались: 372. Число голосів, необхідне для обрання: 482.
| Кандидат            | Число голосів |
| ------------------- | ------------- |
| П'єтро Ненні        | 346           |
| Августо де Марсаніш | 40            |
| Альчіде Малагуджіні | 33            |
| Паоло Россі         | 10            |
| Джузеппе Сарагат    | 10            |
| Пусті бюлетені      | 103           |
| Відсутні бюлетені   | 9             |
| Недійсні бюлетені   | 1             |

## 18 тур
26 грудня. Присутні: 939, Голосували: 939, Утримались: 0. Число голосів, необхідне для обрання: 482.
| Кандидат            | Число голосів |
| ------------------- | ------------- |
| П'єтро Ненні        | 380           |
| Джузеппе Сарагат    | 311           |
| Гаетано Мартіно     | 60            |
| Августо де Марсаніш | 40            |
| Амінторе Фанфані    | 13            |
| Паоло Россі         | 13            |
| Джованні Леоне      | 7             |
| Пусті бюлетені      | 106           |
| Відсутні бюлетені   | 4             |
| Недійсні бюлетені   | 5             |

## 19 тур
27 грудня. Присутні: 936, Голосували: 936, Утримались: 0. Число голосів, необхідне для обрання: 482.
| Кандидат            | Число голосів |
| ------------------- | ------------- |
| П'єтро Ненні        | 377           |
| Джузеппе Сарагат    | 342           |
| Гаетано Мартіно     | 63            |
| Августо де Марсаніш | 39            |
| Амінторе Фанфані    | 10            |
| Паоло Россі         | 8             |
| Пусті бюлетені      | 86            |
| Відсутні бюлетені   | 10            |
| Недійсні бюлетені   | 1             |

## 20 тур
28 грудня. Присутні: 932, Голосували: 932, Утримались: 0. Число голосів, необхідне для обрання: 482.
| Кандидат            | Число голосів |
| ------------------- | ------------- |
| П'єтро Ненні        | 385           |
| Джузеппе Сарагат    | 323           |
| Гаетано Мартіно     | 59            |
| Августо де Марсаніш | 40            |
| Амінторе Фанфані    | 7             |
| Паоло Россі         | 7             |
| Пусті бюлетені      | 100           |
| Відсутні бюлетені   | 11            |
| Недійсні бюлетені   | 0             |

## 21 тур
28 грудня. Присутні: 937, Голосували: 927, Утримались: 10. Число голосів, необхідне для обрання: 482.
| Кандидат            | Число голосів |
| ------------------- | ------------- |
| Джузеппе Сарагат    | 646           |
| Гаетано Мартіно     | 56            |
| Августо де Марсаніш | 40            |
| Паоло Россі         | 7             |
| Пусті бюлетені      | 150           |
| Відсутні бюлетені   | 24            |
| Недійсні бюлетені   | 4             |